# Pont Japonais
Pour les articles homonymes, voir Chua.
Le pont Japonais ou Chùa Cầu, est un pont couvert situé à Hội An, au Vietnam.

## Présentation
Le pont a été construit en 1593 pour relier les quartiers habités par les communautés chinoises et japonaises. Chaque extrémité est gardée par un couple de statues, figurant des chiens d'un côté et des singes de l'autre. 

## Histoire

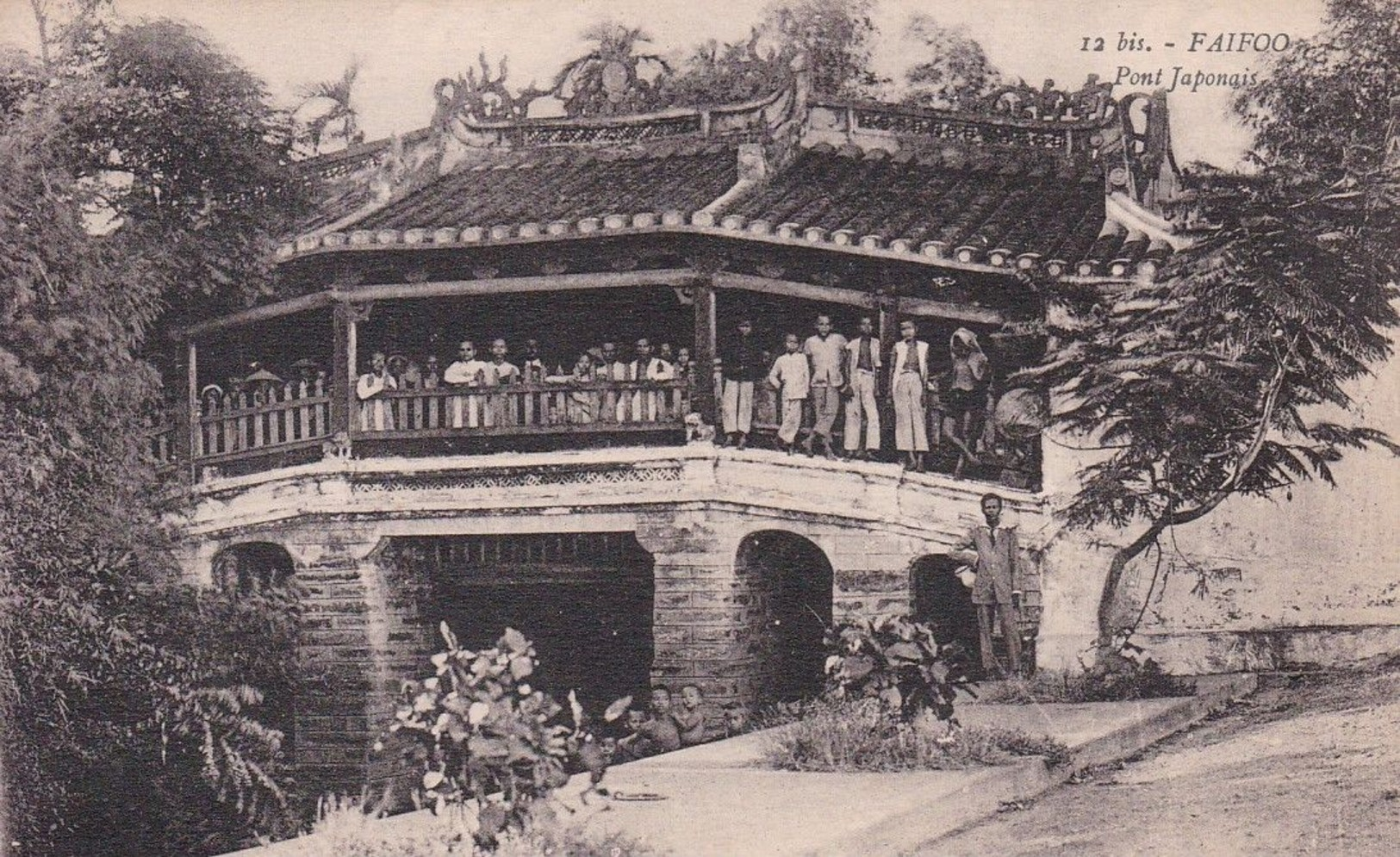
Pont Japonais

Ce pont a été offert par des marchands japonais aux alentours du XVIIe siècle et était donc parfois appeler « pont au Japon ». Selon la légende, le temple aurait été utilisé comme une épée qui aurait poignardé le dos de l’ōnamazu, un silure géant, l'empêchant ainsi de se retourner et de provoquer de ce fait des tremblements de terre. C'est en 1653 que la pagode a été érigée sur le pont, reliée à la balustrade nord et dépassant du milieu du pont, à partir duquel les habitants ont nommé la pagode Cau.
En 1719, le seigneur Nguyễn Phúc Chu se rendit à Hoi An, baptisant le pont Lai Vien Kieu, ce qui signifiait « pont pour accueillir des invités venus de loin ».
Selon la chronologie enregistrée dans les poutres et les épitaphes laissés au sommet du pont, celui-ci a été reconstruit en 1817. Le temple est probablement également reconstruit à cette époque.
La pagode a été restaurée en 1817, 1865, 1915, 1986 et a progressivement perdu les éléments architecturaux japonais, son architecture étant devenu de style vietnamien-chinois .
Le 17 février 1990, la pagode Cau se voit attribuer le titre de monument historique et culturel national.
À l'heure actuelle, la pagode de Cau est érodée par un canal d'eaux usées malodorant sous le pont et souffre d'un risque d'affaissement.

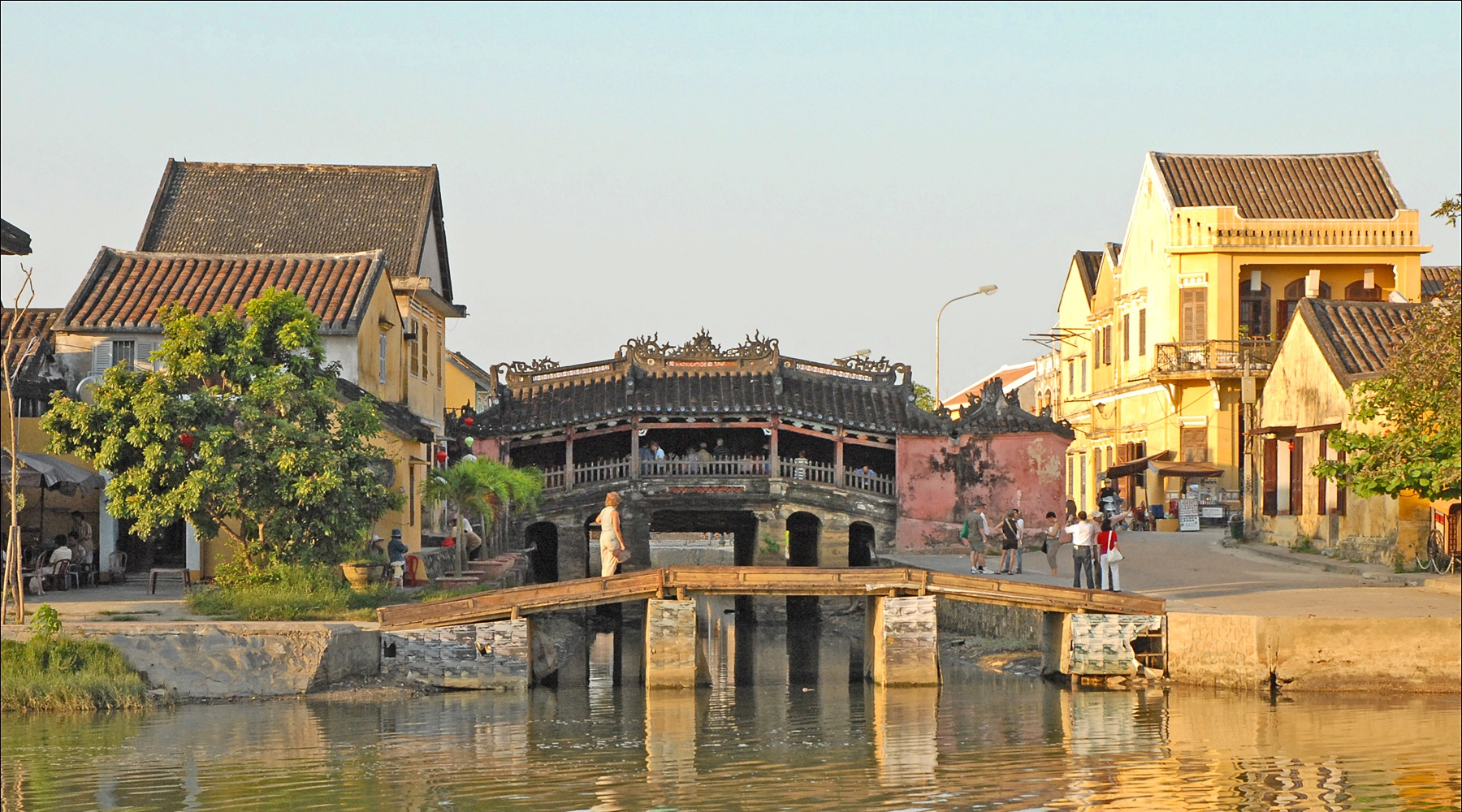
Panorama du pont-pagode Chùa Cầu

## Chùa Cầu dans la culture

### Poésie
Il existe une strophe célèbre à propos de la pagode Cau:
```
       
Ai đi phố Hội Chùa Cầu           

       
Để thương để nhớ để sầu cho ai

       
Để sầu cho khách vãng lai

       
Để thương để nhớ cho ai chịu sầu.
```

En français:
```
        
Qui va au pont de la pagode de la ville

        
Aimer se souvenir d'être triste pour quiconque

        
Laissez-moi être triste pour les visiteurs

        
Aimer se souvenir de quelqu'un qui est triste.
```

### Monnaie vietnamienne
La pont-pagode apparait à l'arrière du billet de 20 000 dongs du Vietnam.